# Kaligri
Kaligri est un village du département et la commune rurale de Bingo situé dans la province du Boulkiemdé de la région Centre-Ouest au Burkina Faso.

## Santé et éducation
Le village possède une école primaire publique et un centre d'alphabétisation.